# Gołka

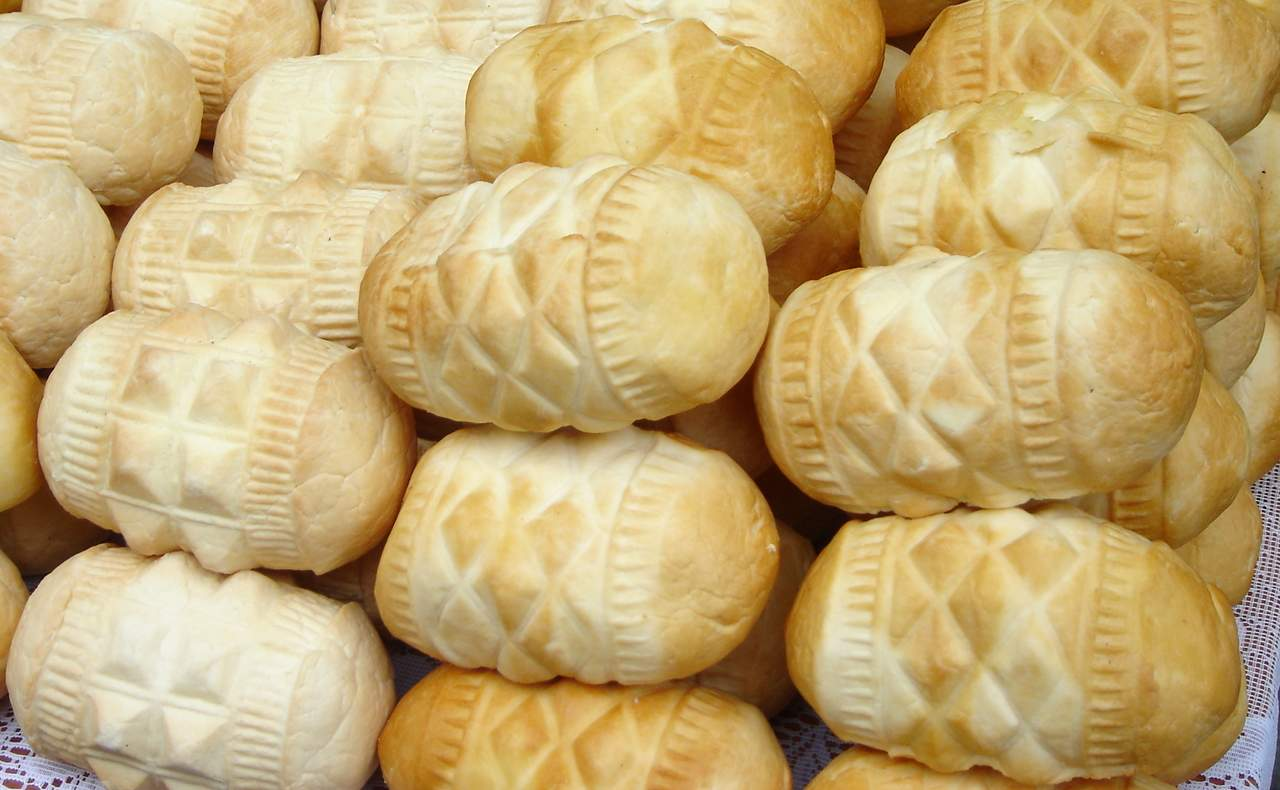
Gołka

Gołka – tradycyjna nazwa wędzonego sera krowiego, produkowanego w sposób zbliżony do oscypka (który jednak jest wytwarzany przede wszystkim z mleka owczego i dostępny wyłącznie w okresie od maja do października). 
Gołka bywa mylona z oscypkiem ze względu na podobny kształt (oscypek jest wrzecionowaty, a gołka walcowata), jednak oba sery wyraźnie różnią się smakiem.